# 樊顺妃
恭和安靖順妃，亦稱為樊順妃（1414年—1470年），名字不詳，南直隸鎮江府丹徒縣人。正六品錦衣衛百戶樊禮之女，明朝明英宗朱祁鎮之順妃，曾生一早夭皇女。

## 生平
根據《明實錄》的記載，她是南直隸鎮江府丹徒縣人，父親為正六品錦衣衛百戶樊禮。永樂十二年（1414年），樊氏出生，宣德二年（1427年）被選入內庭，「莊重謙謹，為六宮所敬」，同年十一月十一日，明英宗出生。天順元年（1457年），樊氏被明英宗冊封為順妃（據考證，天順元年四月十三日，冊立貴妃周氏及諸妃，明英宗派遣太平侯張軏為正使，武功伯徐有貞為副使持節行禮）。樊氏曾經生下一個皇女，但皇女未封而殤亡。天順八年正月十六日（1464年2月22日），明英宗病重，召皇太子朱見深及太監牛玉等人到病榻前，囑咐他們說殉葬不是古禮，仁者不忍，所以眾妃不必殉葬，並且吩咐他們要挑選好地方建造陵寢，錢皇后壽終之後與他合葬，貞順懿恭惠妃劉氏的墳墓亦需遷來，以後諸妃依次祔葬。翌日，明英宗駕崩，樊順妃等明英宗遺孀開始守寡生活，不需要殉葬。成化六年（1470年）十一月初四日（1470年11月26日），樊順妃薨逝，終年五十七歲，明英宗的兒子明憲宗朱見深輟朝五日，自聞喪至掩壙，喪儀祭葬悉如制。明憲宗賜四字谥号「恭和安靖」，稱樊氏為恭和安靖順妃。樊順妃葬於北京金山。